# Security-Enhanced Linux

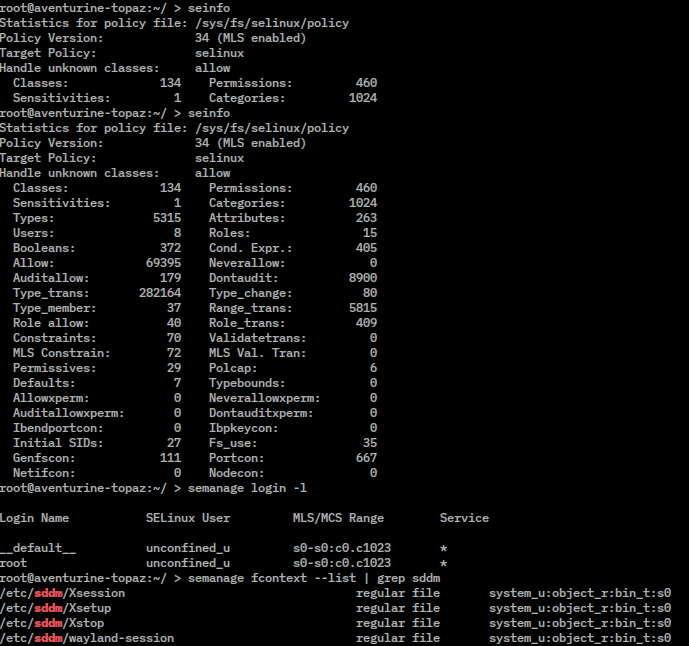
Screenshot van Security-Enhanced Linux.

Security-Enhanced Linux (SELinux) is een uitbreiding voor de Linuxkernel, om te komen tot een SELinuxverbeterde beveiliging van het systeem. SELinux werd ontwikkeld door de National Security Agency (NSA).
SELinux bevat "mandatory access control".  Dit betekent dat regels bepalen wat gebruikers en programma's mogen op een systeem. Het gevolg hiervan is dat er voor nieuwe programma's een regel gedefinieerd moet worden om het te laten werken. Dit impliceert tevens dat de basis waarop een virus werkt, onderuitgehaald wordt.
Doordat het beleid bepaalt wat er op een systeem gebeurt, is ook de functie van een "root"-gebruiker gewijzigd. Er zijn SELinux-demonstratiesystemen op het internet waar als root aangemeld kan worden en toch restricties van toepassing zijn. De aanpassingen in de Linuxkernel die nodig zijn om SELinux te kunnen draaien, bestaan uit patches voor release 2.4 en zijn reeds geïmplementeerd in release 2.6.
De verwachting is dat de implementatie van SELinux in de gebruikerswereld vooral gedreven wordt door de zakelijke markt en daarom is Fedora, de ontwikkeldistributie van Red Hat, met SELinux uitgerust vanaf versie 2.